# 白石美優
白石 美優（しらいし みう、1999年12月22日 - ）は、兵庫県出身の元女子プロ野球選手（外野手）、女子野球日本代表。2025年から阪神タイガース Womenに所属。

## 経歴
兄の影響で8歳のころに軟式野球を始め、中学女子硬式クラブチーム、福知山成美高校を卒業後の2018年に女子プロ野球のレイアに入団。
2019年京都フローラへ移籍。2020年愛知ディオーネへ移籍。同年限りで女子プロ野球を退団したことを2021年1月4日、自身のTwitterで公表した。
2021年3月3日、教員免許取得のため大阪体育大学に進学することを公表。在学中の2023年から2024年には日本代表に選出され、第3回アジアカップ、第9回WBSCワールドカップのグループラウンド・決勝ラウンドの2大会に出場し、大会MVP獲得およびオールワールドチーム (ベストナイン)に選出されるなどW杯・7連覇達成に貢献した。
2025年から阪神タイガース Womenへの入団が球団から発表された。背番号は1。

## 詳細情報

### 年度別打撃成績
| 年 度     | 球 団      | 試 合 | 打 席 | 打 数 | 得 点 | 安 打 | 二 塁 打 | 三 塁 打 | 本 塁 打 | 塁 打 | 打 点 | 盗 塁 | 盗 塁 死 | 犠 打 | 犠 飛 | 四 球 | 敬 遠 | 死 球 | 三 振 | 併 殺 打 | 打 率 | 出 塁 率 | 長 打 率 | O P S |
| --------- | ---------- | ----- | ----- | ----- | ----- | ----- | -------- | -------- | -------- | ----- | ----- | ----- | -------- | ----- | ----- | ----- | ----- | ----- | ----- | -------- | ----- | -------- | -------- | ----- |
| 2018      | レイア     | 3     | 10    | 8     | 1     | 1     | 1        | 0        | 0        | 2     | 1     | 0     | 0        | 0     | 0     | 2     | -     | 0     | 0     | 0        | .125  | .333     | .250     | .583  |
| 2019      | フローラ   | 47    | 96    | 89    | 18    | 27    | 6        | 1        | 0        | 35    | 5     | 3     | 1        | 0     | 0     | 6     | -     | 1     | 9     | 4        | .303  | .354     | .393     | .747  |
| 2020      | ディオーネ | 31    | 108   | 90    | 17    | 25    | 4        | 1        | 0        | 31    | 10    | 9     | 1        | 3     | 2     | 11    | -     | 2     | 6     | 0        | .277  | .362     | .344     | .706  |
| JWBL：3年 | JWBL：3年  | 81    | 214   | 187   | 36    | 52    | 11       | 2        | 0        | 68    | 16    | 12    | 2        | 3     | 2     | 19    | -     | 3     | 15    | 4        | .278  | .351     | .364     | .715  |

- 2020年度シーズン終了時。
- 「-」は記録なし。

### 代表歴
- 第3回 女子野球アジアカップ（2023年）
- 2024 WBSC女子野球ワールドカップ（2023-2024年）

### 背番号
- 38（2018年）
- 20（2019年）
- 14（2020年）
- 1（2025年 - ）